# 恐怖の総和
『恐怖の総和』（きょうふのそうわ、The Sum of All Fears）は、トム・クランシー作、1991年刊行の政治スリラー小説である。『いま、そこにある危機』（1989年）の続編として発表され、「ニューヨーク・タイムズのベストセラーリスト」で1位でデビューした。ジャック・ライアンの映画シリーズをリブートし、若い頃のCIA分析官役でベン・アフレックが主演した映画化作品『トータル・フィアーズ』が、2002年5月31日に公開された。
ジャック・ライアンシリーズの作中時系列は『いま、そこにある危機』の後、『日米開戦』の前に当たる。今やCIA副長官を務める主人公ジャック・ライアンが、パレスチナと旧東ドイツのテロリストによって、米国とソビエト連邦が核戦争に突入するよう共謀する中で、中東和平を守るため奮闘する。

## あらすじ
第四次中東戦争の初日、イスラエル国防軍（IDF）は、敗北を食い止めるために戦術核攻撃を行う準備をしていた。核攻撃の必要性は回避されたが、用意されたMark 12核爆弾のイスラエル製コピー一発が混乱の中、モルデカイ（モッティ）・ザディン中尉が乗って出動を繰り返すA-4スカイホーク攻撃機に誤って残された。その後、A-4はカフル・シャムズ近くのシリア上空で撃墜される。起爆装置が未装着だった核兵器は地面に落下し、そのままドルーズ派の農夫の畑に埋もれて失われた。 18年後、イスラエル国家警察のベンヤミン（ベニー）・ザディン警部（偶然にも撃墜されたパイロットの兄弟）は、妻が不倫関係にあったことを知ったあと、ハシド派ユダヤ教の原理主義派に改宗し、神殿の丘でパレスチナ人の暴力的なデモを扇動しようとする。デモ隊が思いがけず平和的な抗議活動を行ったとき、ザディン警部はとにかく抗議者に催涙ガスとゴム弾を発射するよう警官に命じ、そしてデモのリーダーを至近距離から撃ち殺してしまう。米国は、イスラエルを外交的に擁護できないことに気づいているが、中東を不安定化させる危険を冒さずにイスラエルの支援を撤回することはできないことを知っている。
CIA副長官（中央情報局副長官、DDCI: Deputy Director of the Central Intelligence Agency) のジャック・ライアンの助言に従い、国家安全保障問題担当大統領補佐官のチャールズ・オールデン博士は、エルサレムをバチカンのように、ユダヤ人、イスラム教徒、ローマ・カトリック教会、および東方正教会の宗教指導者による法廷によって管理され、スイス衛兵の独立した構成部隊によって保護される独立した都市国家に変えることで、和平プロセスを加速させる計画を実行に移す。イスラエルへの配慮として、米陸軍はより高度な装備をイスラエル国防軍に提供し、米陸軍の戦車戦の専門家と復活した第10騎兵連隊が運営する訓練基地をネゲヴ砂漠に建設することに合意する。誰もが驚いたことに、主にライアンがイスラエルとサウジアラビアの高官と会談したことや、民主化されたソビエト連邦で改革派のアンドレイ・ナルモノフ大統領が黙認したため、ライアンの計画はうまくいったようである。彼らの宗教的な対立が鎮まると、中東の派閥は紛争の交渉がはるかに容易になることを知る。
しかし、国家安全保障問題の特別補佐官であるエリザベス・エリオットはライアンとオールデンに恨みを抱き、彼らに対抗して計略を巡らす。まず彼女は、婚外子の父親がオールデンであるという醜聞を利用して、国家安全保障問題補佐官としてのオールデンの職を奪い、それは同時にそのストレスが眼窩吹き抜け骨折を引き起こす深刻な脳卒中でオールデンの死の一因となった。次に彼女は、妻に先立たれたJ・ロバート・ファウラー大統領との性的関係を持ち始め、和平調停におけるライアンの役割を公に除外し、自分自身の手柄にしようとファウラーを操る。ライアンが彼女を、その協定について反対するアメリカ人を不当に黙らせようとしていると非難したあと、エリオットはライアンが不倫関係にある若い未亡人の子の父親であると非難する組織的中傷を企む。ジャックの友人である護衛官のジョン・クラークとドミンゴ・シャベスは、ライアンの妻キャシーにその疑惑は誤りであると説得した（ジャックの不倫相手とされるのは、バック・ジマーの未亡人であるキャロル・ジマーで、トム・クランシーの前の小説「いま、そこにある危機」で、ライアンとクラークがコロンビアからシャベスと軍の仲間たちを救出する作戦中に殺された人物である）。のちにライアンはCIAから退職することを決意するが、日本とメキシコの政府高官の間の腐敗した取引を暴くための秘密工作をまとめる前でなかった。
一方、パレスチナ解放人民戦線（PFLP: Popular Front for the Liberation of Palestine）の少数のテロリストたちは、イスラエルに対するジハード（聖戦）に立ちはだかる失敗に激怒し、失われたイスラエルの爆弾を偶然見つけると、独自の兵器を作り上げるため、核分裂性物質として爆弾のプルトニウムを利用した。テロリストたちは、不満を抱く東ドイツの物理学者マンフレート・フロムに協力を頼み、彼はかつての共産主義国家が資本主義民主国家として再統一されたことへ復讐する策略に同意する。フロムの専門知識をもって、テロリストたちは兵器を強化し、それを核融合装置に変える。テロリストたちは、米ソの核戦争勃発を狙い、ソ連兵に成り済ました東ドイツ人によるベルリンの米軍への偽旗作戦と同時に、コロラド州デンバーで開催されるスーパーボウルで兵器を爆発させることに同意する。この東ドイツ人は核戦争が両超大国を排除し、世界社会主義を裏切ったソビエトを罰することを期待しているが、パレスチナ人たちは攻撃がイスラエルとパレスチナの和平協定を破壊し、イスラエルへの米国の援助を終わらせることを期待している。
彼の仕事は終わったと思ったパレスチナ人たちはフロムを殺す。しかしフロムは、使う予定の材料の一部は最初に精製する必要があることを彼らにまだ伝えていなかった。パレスチナ人たちが爆弾の組み立てを終え、デンバーに運び込まれて使用されたとき、その不純物はその兵器の不完全核爆発を引き起こした。しかし観客や会場関係者のみならず、国防長官、国務長官、NORADの司令官など、スーパーボウルに集った要人たちはほぼ全員が爆発によって殺されてしまう。これに呼応する攻撃がベルリンで行われたことにより、ファウラーとエリオットが核戦争の準備をしている間、米国は一時的にDEFCON-1の状態とみなす。爆弾のプルトニウムが米国製であることを知ったライアンは、ホットラインにアクセスし、ソビエト大統領にソ連軍の警戒態勢を解くよう説得し、危機は回避される。
テロリストたちがメキシコシティでクラークに捕らえられ尋問されると、テロリストたちはイランのアヤトラ（最高指導者）が攻撃に関与していることをほのめかす。ファウラー大統領は、聖地コムにあるアヤトラの住居を核攻撃により破壊するよう命じた。ライアンはツーマン・ルールの実施により攻撃を回避してから、テロリストたちには嘘をついてコムは破壊されたと断言した。するとテロリストたちはイランが関与していないことを明らかにし、そして米国の信用を失墜させて和平プロセスを破壊し、イスラエルに対する軍事行動作戦を続けられるようにすることを意図して嘘をついたことを明らかにした。エリオットは神経衰弱に陥って入院し、ファウラーは辞任すると同時に副大統領のロジャー・ダーリングに引き継がれた（ファウラーは憲法修正第25条によって解任されたことが示唆されているが、のちの小説ではファウラーは不名誉な辞任をし、エリオットは強制的に解任されたことが明らかにされている）。
テロリストたちは、サウジ王家が所有する古代の刀を使用して、サウジアラビア特殊部隊の大尉によってリヤドで斬首刑に処せられる。その後、その刀はライアンに贈られる。続編では、その贈り物から着想を得て（海兵隊員としての彼の出自と組み合わされ）、ライアンに対するシークレットサービスの暗号名が「ソードマン」（剣士）とされた。

## 登場人物

### アメリカ合衆国政府
- ジャック・ライアン：CIA副長官。アラブとイスラエルの紛争に関する最終的な解決策を提供するバチカン条約を成立させたが、ライアンの議会での人気の高さから彼を交代させることができないファウラー大統領からは酷使されており評価されていない。ライアンはまた、エリオット博士と深い対立関係にある。その結果、彼はアルコール依存症を発症し、ますます健康状態が悪化し始める。その後、飲酒問題を克服し、家族のためにもっと時間を割くために、CIAからの退職を決意する。小説の中で、ライアンは日本の経済的優位性が高まっていることについて心配になり、それは次の小説「日米開戦」（原題：Debt of Honor（名誉の負債））のテーマになっている。
- ジョナサン・ロバート・ファウラー：アメリカ合衆国大統領。ファウラーは、オハイオ州知事であり大統領候補者として「いま、そこにある危機」で紹介され、対立候補が故意に選挙を投げた結果、現職の大統領に勝利した。ファウラーは死刑に反対し、幅広い社会プログラムを支持する元州検事として描かれているが、その一方で「愛国者のゲーム」に描かれているアルスター解放軍メンバーの死刑の減刑を拒否することでエリオット博士や彼の支持者の多くを怒らせている。彼はシークレットサービスからは「ホーク」の暗号名で呼ばれている。多発性硬化症で妻を亡くしたあと、独り身となった彼はエリザベス・エリオット博士と付き合い始める。彼は遺産を確保したいという願望と自身の公共のイメージが動機となり、結果的にライアンのプログラムを自分の功績にする。デンバー爆破事件の危機のあと、意思決定が急速に悪化した彼は解任され、副大統領のロジャー・ダーリングに引き継がれた。映画版のDVDに収録された音声解説によると、クランシーはファウラーを1988年の民主党大統領候補マイケル・デュカキスを基にしていると述べ、さらに左翼の政治家は右翼の政治家よりも核兵器を使用する可能性が高いと主張している。
- エリザベス・エリオット：ファウラー大統領の重要顧問であり彼の恋人。ベニントン大学の元政治学教授であり、彼女は国家安全保障問題担当大統領補佐官の地位を約束されたが、のちにファウラーの副大統領候補であったダーリングの主張で拒否された。物語の冒頭で、チャールズ・オールデン博士に対する性的不祥事を使用してついにその地位を得た彼女は、イスラエルに対してバチカン条約への参加を受諾するよう強要するため新型レーダーシステムの出荷を保留し、ライアンの計画をほぼ頓挫させる。最初の出会いからライアンに恨みを抱き（以前の小説「いま、そこにある危機」に描かれている）、ライアンの中東和平計画の功績を否定し、またのちに不倫相手がいると濡れ衣を着せ、結婚生活を破綻寸前まで追いやった。危機的状況の中、彼女の助言は状況を悪化させ、のちに彼女は鎮静状態に置かれた。彼女はシークレットサービスからは「ハーピー」の暗号名で呼ばれている。
- アーノルド（アーニー）・ヴァン・ダム：ファウラー大統領の首席補佐官。ヴァン・ダムは、形式張らない装いと陰謀への警戒心の強さで知られている。彼は個人的には宗教に無関心だが、彼はライアンと協力して彼の和平協定についてバチカンに相談する。
- ブレント・タルボット：国務長官。タルボットは、ノースウェスタン大学の元政治学教授。
- スコット・アドラー：国務副長官。
- G.デニス・バンカー：国防長官。バンカーは、ベトナム戦争の元米空軍大尉であり、ハノイの爆撃の際には100回のF-105戦闘任務をこなし、3つの殊勲飛行十字章を授与された。彼はのちに南カリフォルニアで大規模な複合企業を作り上げたことで名声を獲得し、またサンディエゴ・チャージャーズの所有者となり、彼は大統領とアメリカンフットボールに対する共通の愛情で絆を深めている。彼はデンバー爆破事件で殺された。
- ジョン・クラーク：ライアンの個人的な運転手兼ボディーガードであり、元CIA工作員。
- ドミンゴ（ディング）・シャベス：クラークの相棒であり、CIA現場諜報員。ジョージ・メイソン大学で学位取得のために勉強する間、ライアンのボディーガードとして働いている。
- ダニエル（ダン）・E・マリー：FBI長官補代理
- マーカス・キャボット：CIA長官。当初は経験が浅く、ライアンに対して敵対的だったが、バチカン条約のあと、彼を尊重するようになる。
- ベン・グドリー：ライアンの助手兼プロテジェ。ハーバード大学のケネディ・スクール・オブ・ガバメントの博士研究員である彼は、キューバ・ミサイル危機の分析でホワイトハウスやCIAに注目され、ベトナム戦争に関する論文を研究している。当初エリオットに操られライアンに関する機密情報を提供し、エリオットはのちにライアンの信用を傷つけるためにそれを使ったが、ライアンが危機にうまく対処したことで、グドリーは上司に対する意見を考え直すことになる。
- ショーン・パトリック（パット）・オデイ警視正：マリーの副官であるFBI捜査官
- チャールズ・オールデン博士：ファウラー大統領の最初の国家安全保障問題担当大統領補佐官となるイェール大学の歴史学教授。オールデンは、政治的見解が異なるにもかかわらず、ライアンと良好な関係を築いている優秀な戦術家である。しかし、彼の浮気癖がエリオットからつけ込まれ、学生との不倫が発覚したあと、脳卒中で死亡してしまう。
- アラン（アル）・トレント： 米国下院情報特別委員会の”ジャパン・バッシング”委員長。ニイタカ作戦を監督する。

### 米軍
- バートロメオ（バート）・マンキューソ：米国太平洋艦隊弾道ミサイル潜水艦戦隊指揮官（海軍少将に選ばれた）
- ジェイムズ（ジム）・ロッセリ大佐：国防総省の国家軍事指揮センターの当直士官であり、オハイオ級潜水艦USS「メイン」ゴールド組の元艦長。実際の「メイン」号は小説の時系列より2年早く1994年に進水した。
- ハリソン・シャープ（ハリー）・リックス大佐：ロッセリの後任である、「メイン」号ゴールド組の艦長。ソビエトの攻撃型原子力潜水艦「アドミラル・ルーニン」が自衛のために発射した魚雷の爆発を受け、艦に深刻な被害を被り、のちに死亡する。
- ロビー・ジャクソン： 米空母USSセオドア・ルーズベルトに配属された航空団長。

### ソビエト連邦
- アンドレイ・イリイッチ・ナルモノフ：「レッド・オクトーバーを追え」で初めて紹介された、ソビエト連邦大統領。彼は小説の中でソビエト連邦の民主化改革を実行しようとするが、不安定な政治体制によって阻まれる。彼の支援は、東方正教会がバチカン条約を支持することに寄与している。ナルモノフ大統領はファウラーを嫌い、彼は傲慢で非常に支配的だと感じていた。
- セルゲイ・ニコラーエヴィッチ・ゴロフコ：国家保安委員会（KGB）の第一副議長。
- オレーグ・キリーロヴィッチ・カージシェフ：ソビエト連邦人民代議員会議の野党党首であり、CIA諜報員（暗号名スピネーカー）。運悪く彼の報告はナルモノフがソビエト軍を掌握していないという物語を補強し、のちにファウラーとエリオットにソビエト大統領がクーデターの犠牲になった可能性があると確信させ、ライアンが介入する時までデンバー爆破事件をめぐる危機に対する判断を徐々に悪化させていった。
- オレーグ・ユーリエヴィッチ・リャーリン：「薊」（あざみ）という暗号名の優れた情報網を構築している、日本を拠点とするKGBの「非合法要員」。彼は貿易協定をめぐる日本の首相のメキシコとの腐敗した取引を暴露しCIAに情報提供し、CIAは暗号名をムサシとして彼を受け入れる。彼の機密情報に基づいて、ライアンはニイタカ作戦を開始し、これはのちに、デンバー爆破事件後にメキシコシティでカティとゴスンの逮捕を許可するようメキシコ大統領に強要する手段となる。残念ながら、リャーリンはソビエトに捕まり反逆罪で起訴されたが、リャーリンはソビエトの国家機密を明かしてないので彼を解放するようライアンはゴロフコを説得する。
- ワレンチン・ボリーソヴィッチ・ドゥビーニン：ソビエト海軍の大佐であり、アクラ型原子力潜水艦「アドミラル・ルーニン」艦長指揮官。

### テロリスト
- イスマーイル・カティ：パレスチナ人のテロリストであり、爆弾テロの首謀者。パレスチナ解放人民戦線（PFLP）の経験豊富な現場指揮官であり、末期がんを患っていることが、自身の作戦を遂行するための原動力となっている。メキシコシティでクラークに捕らえられた後、サウジアラビアで処刑された。
- イブラーヒム・ゴスン：パレスチナ人のテロリストであり、爆発物と電子機器に関するPFLPの専門家の1人。ベイルート・アメリカン大学で工学の学位をほぼ取得したが、 1982年のレバノン内戦のために正式な修了を妨げられたと言われている。カティと同盟を結び、彼もサウジアラビアで一緒に処刑された。
- ギュンター・ボック：ドイツ人のテロリストであり、カティとゴスンの協力者。元旧西ドイツ赤軍派メンバーであり、マルクス主義の崩壊と、子供たちを失っただけでなく妻でありテロリストの同志であるペトラ・ハスラー・ボックの逮捕と相まって、潜伏を余儀なくされる。ペトラの自殺や、テロとの闘いでソビエト連邦が米国に協力していることを知ったあと、彼はベルリンで米軍とソビエト軍に偽旗作戦を仕組むことで、米ソの核戦争を誘発させようと意欲を燃やす。のちに戦闘中に殺害され、ドイツ警察によって身元が確認された。
- マーヴィン・ラッセル：プロの犯罪者、麻薬の売人、バッドランズに住むスー族インディアンとしてのアメリカ・インディアン運動の活動家。兄のジョン・ラッセルと一緒に、ミネソタ州の「居留地」で貧しい家族と一緒に暮らしながら、少年時代に非行で1年間刑務所で過ごした前歴があった。彼は米国に対する恨みを募らせた。彼の兄がFBIの下手な作戦で殺されたあと国際テロリストと繋がるためにヨーロッパに渡り、アテネでギリシャ警察の覆面捜査官を殺害したり、インディアン戦争をイスラエル・パレスチナ紛争と比較したりすることでPFLPの信頼を得る。彼はカティとゴスンが爆弾を携え米国に入国するのを手助けする。彼は危険人物と見なされ、核爆発の当日にデンバーのモーテルで2人のパレスチナ人テロリストに殺害されたが、彼らの杜撰な仕事のおかげで、FBIは爆弾の背景を突き止めることができた。
- マンフレート・フロム博士：ドイツ人技術者であり、捕獲されたイスラエルの核兵器の復元と改良を支援するためにボックに勧誘されたテロリスト。仕事を終えたあとボックの部下に処刑されたが、フロム博士はまだ爆弾を仕上げていなかった。

### イスラエル
- アブラハム（アビ）・ベン・ヤコブ将軍：イスラエルの外国情報機関であるモサドの長官補。ライアンの友人として描かれている彼は、米国政府へ不信感を抱きつつも、彼と会ったあと、ファウラーの計画を受け入れるようイスラエルの内閣を説得する。
- ラフィ・マンデル：イスラエル国防相。マンデルは当初バチカン条約に反対していたが、この条約によりイスラエルの安全保障の状況が改善されたことを認め、彼が予定していた首相候補への立候補についてアシュケナージ首相が支持を約束したあと、条約を受け入れた。
- ダビデ・アシュケナージ：イスラエルの首相。
- ベンヤミン（ベニー）・ザディン警部：エルサレムの神殿の丘でのデモで、指揮を執っているイスラエル国家警察の警察官。個人的な問題に悩まされている彼は、そこで非武装のデモ参加者を殺害した。偶然にも、核兵器を搭載していることに知らず、第四次中東戦争中にシリアの地対空ミサイルで撃墜されたイスラエル空軍パイロットのモルデカイ（モッティ）・ザディン中尉の弟である。ザディン警部は最終的に精神科病院に収容される。

### イスラム世界
- アリ・ブン・シェイク王子：サウジアラビア皇太子
- アヤトラ・マームード・ハジ・ダリアイ：イランの最高指導者。バチカン条約に反対し、デンバー爆破事件のテロリストにより濡れ衣を着せられた。
- ハシーミ・ムーサ：エルサレムに住む20歳のアラブ社会学専攻の学生であり、デモのリーダー。警察の殴打による傷跡が絶えないハシーミは、神殿の丘に入らないようデモ隊を説得し、非暴力の抵抗を採用した。非武装のハシーミがザディン警部に殺された結果、イスラエルは国際的な共感を失う。

### その他
- ボブ・ホルツマン：『ワシントン・ポスト』の上級ホワイトハウス特派員。ライアンに金銭上および夫婦間の不正の疑いがあるとして、ライアンを慎重に追い出すためにエリオットに利用される。クラークと対峙したあと、エリオットの一部始終を暴こうと活動する。
- キャシー・ライアン：ジョンズ・ホプキンス大学医学部の一部であるウィルマー眼科研究所の眼科医。ジャック・ライアンの妻で、彼女は3人目の子供を切望するも、夫のアルコール依存症と仕事に不意打ちされた。その後、夫が愛人を持っているという記事に悩まされるようになるが、クラークとシャベスから真実を聞かされたことで納得する。まもなく彼女は、ホワイトハウスの夕食会で、彼女のベニントン大学時代の元教授であり記事の黒幕であるエリオットを人前で恥ずかしい思いにさせる。小説の終わるころには彼女はケイティを妊娠している。
- キャロル・ジマー：バック・ジマー軍曹の未亡人であるモン族のアメリカ人（「いま、そこにある危機」で詳述）。ライアンは、教育信託基金を通じて彼女と彼女の家族を支援し、家計の収入を補うためにセブン-イレブンのコンビニエンスストアを手配した。これは、ジマーがライアンの愛人であることを示すものとしてエリオットに誤解された。
- ソロモン・メンデレーフ：ニューヨーク市出身の正統派ユダヤ人ラビ。バチカン条約を使って米国政府がイスラエルを征服しようとしていると非難している。彼は自分の宗教的信条のためにイスラエルに足を踏み入れたことはないが、彼はイスラエル国民の間で条約に対して広がる反対の口火を切り、エリオット博士の彼に対する言動はライアンと彼女との関係を悪化させる。

## テーマ
アーサー王の最後の戦い（カムランの戦い）に基づいた『カムランの戦場』 (The Field of Camlan) という仮題で書かれた本作は、冷戦時代に人類が耐えた核の恐怖を掘り下げると共に、クランシーはそのような脅威に関する自己満足は危険であると警告している。第一次湾岸戦争の数か月後に出版され、クランシーはまた、中東の永続的な平和に向けた架空の「次の大きな一歩」も構想していた。本書は、1977年のスリラー映画『ブラックサンデー』に着想を得たと言われている。この映画は、スーパーボウルの最中にフットボールスタジアムで飛行船を武器として爆破する様子を描いており、小説の中で3回言及されている。
この小説はまた、本書に関するマーク・セラシーニの評論によれば、「すべての間違った理由で権力を切望し、またそれを管理することにまったく不適切である人物を選ぶこと」の危険性を探求している。ファウラー大統領およびエリオットはビル・クリントンおよびヒラリー・クリントンと比較された。

### 語源
タイトルは、核戦争と、失われた核兵器を再構築しようとする小説の敵対者による陰謀への言及である。これは、この小説の2つあるエピグラフの1つ目に書かれているウィンストン・チャーチルの引用から来ている。
| 「 | Why, you may take the most gallant sailor, the most intrepid airman or the most audacious soldier, put them at a table together—what do you get? The sum of their fears. | 」 |

「最も勇敢な水兵、最も恐れを知らない飛行士、または最も大胆な兵士を連れて、1つの机に一緒に並ばせる。するとなにが得られるだろうか? 彼らの恐怖の総和だ。」

### エルサレムの背景
本書で実施されたエルサレムに関するバチカン的な解決策は、最終的にはエルサレムを（ラテン語で「分離された身体」を意味する）「Corpus separatum」のようなものにすることを実際に規定した、1947年のパレスチナ分割決議に由来している。1948年の第一次中東戦争の成り行きは、この計画の実施を妨げた。後年、さまざまな和平計画や外交主的な取り組みがこの案を復活させようとしたが、実際には実現には至らなかった。この計画は中東以外で評判が良いことで知られているが、エルサレムの実際の住民の間では評判が悪く、中立的な政権に服従するよりは、むしろ彼らの側が完全に支配することを選ぶだろう。

### レインボー・シックス関連
ジョン・クラークに関するある限定的な詳細情報を含むデータベースファイルが、最初のゲーム版『レインボー・シックス』の背景情報として含まれており、さらに、同じデータベース項目が多くの続編にも見られる。その項目には「the Denver, Colorado atomic detonation [occurred] in 1989（1989年、コロラド州デンバー原子爆発発生）」という記述がある。本書はベルリンの壁の崩壊（1989年11月9日）とおそらく最初の湾岸戦争（1991年1月から2月）の両方の後に設定されているため、その情報は原作に基づいていない可能性がある。もしその情報が原作に基づく場合、これは、本書がその出版と同じ年に設定されていないことを意味する。第二の推論は、1989年はファウラー大統領の政権が終わった年である可能性が高いということである。

## 制作
クランシーは1979年に本作の執筆を始め、第一章を第四次中東戦争中に設定した。それから彼は、ライアンがロシアの最高指導者であるナルモノフと初対面する『クレムリンの枢機卿』（1988年）を書くまで他の小説のための構想を放棄した。『恐怖の総和』の解決策を考え出したあと、クランシーは次の小説『いま、そこにある危機』（1989年）を将来の大統領であるファウラーを紹介する方法に使った。一貫性について、クランシーは「実のところシリーズ全体が、作品の全体を通して分岐と収束し続ける論理的で接続された物語のネットワークです」と述べている。本作は、爆弾を作る過程を詳しく説明していることで知られるが、ある技術的な詳細は変更されており、クランシーは小説の後書きで、自著の情報の多くはパブリックドメインで見つけることができることを明らかにした。また原爆などの記述につき、チャック・ハンセンの研究を参考にしている。
イスラエルは、第四次中東戦争の間、単座単発の軽量亜音速ジェット攻撃機であるA-4と複座双発の全天候型超音速戦闘爆撃機であるF-4の両方を使用していたが、A-4の核能力を使用は決して想定されていなかった。核弾頭はテルノフ空軍基地で組み立てられたが、小説で描かれたA-4ではなくF-4に配備された。これは米国に翌朝までに知られるような形で10月8日に行われ、ニクソン大統領は同日、「ニッケル・グラス作戦」として、損失を補填するため戦車や飛行機を含む通常兵器のイスラエルへの空輸補給を即時開始した。これらの核爆弾のいずれかが実際に出撃中に運ばれたかどうかは文書化されていない。
少なくとも1つ、現実の世界で埋もれた核弾頭が実際に文書化されているが、シリアのイスラエル人ではなくアメリカ人と米国である。マーク39核爆弾のプルトニウムピットは、 1961年ノースカロライナ州ゴールズボロで起こったB-52の墜落事故の後、畑の下、深さ33mに埋もれたまま、現在はフェンスで囲まれている。多くのB-52ストラトフォートレスが、1961年から1968年の間に、主に米国内での訓練飛行中に生きた核弾頭を搭載したまま墜落したが、その多くは回収されている。

## 評価
本書は好意的な評価を得た。米国の出版業界情報誌『パブリッシャーズ・ウィークリー』は、この小説を「ノンストップのジェットコースターに乗って手に汗握る結末に」と賞賛し、次のように付け加えている。「基本的に、クランシーは極めて重要で定義が難しい資質、つまり重圧の元での品位を描いている。テロリストであれ政治家であれ、クランシーの登場人物たちは共通の課題 － 階級、権力、および信条の自負が壊れる状況に直面している。彼らの反応は、注意深くそして共感を持って構成されており、本書を単に独創的なものでなく人を引き付けるものにしている。」
米国の書評誌『カーカス・レビュー』はそれを「ゾクゾクする」や「まったく最高」と称賛した。

## 映画化
本書は長編映画化され、2002年5月31日に公開された（邦題：『トータル・フィアーズ』）。ジャック・ライアンをベン・アフレックが演じ、ジョン・クラークをリーヴ・シュレイバーが演じた。さらに（ファーストネームがウィリアムに変更された）CIA長官マーカス・キャボットをモーガン・フリーマンが演じた。この映画は、それまでのすべてのライアン映画と異なるリブートであり、またその結果、敵対者がパレスチナのテロリストではなくネオナチであったり、ライアンがCIAの下級アナリストになったり、時期が2002年に変更されるなど、原作から大きな変更があった。クランシーは映画の製作総指揮者を務め、原作からの変更について、DVDリリースの解説トラックで「彼（クランシーと一緒にいるフィル・アルデン・ロビンソン監督）が無視した本の著者」と冗談交じりに自己紹介している。それとは関係なく、彼は解説の中で映画全体の技術的な不正確さについて不満を漏らした。
『トータル・フィアーズ』は商業的な大成功を収め、興行収入は合計1億9,300万ドルに上った。しかし、評論家からはさまざまなレビューを受けた。米国の映画評論サイト「Rotten Tomatoes」によると、評論家の59％がこの映画に肯定的な評価を与え、合計171件の評価に基づく平均評価は6/10であると報告した。
次に、この映画はビデオゲーム化され、『レインボー・シックス』シリーズのゲームに似た戦術的な一人称視点シューティングゲームとなっている。レッド・ストーム・エンターテインメントにより開発され、2002年にユービーアイソフトによりリリースされた。